# Burgui
Burgui, bürgerlich Jorge Franco Alviz (* 29. Oktober 1993 in Burguillos del Cerro, Provinz Badajoz), ist ein spanischer Fußballspieler. Zumeist wird er als hängende Spitze oder im offensiven Mittelfeld eingesetzt. Derzeit steht er bei HNK Šibenik in Kroatien unter Vertrag.

## Verein
Burgui begann seine Laufbahn als Fußballspieler beim Verein seiner Geburtsstadt CD Burguillos. Über CP Cacereño gelangte er mit 17 Jahren zum Stadtrivalen CD Diocesano, mit denen er die División de Honor Juvenil, die höchste Spielklasse für A-Jugendmannschaften, bestritt. Die Spielzeit 2011/12 beendete Burgui als bester Torschütze der Liga und zog damit die Aufmerksamkeit von Real Madrid auf sich. Im Juli 2012 wechselte der damals 18-Jährige zu den Königlichen und bestritt mit der dritten Herrenmannschaft die Segunda División B. In 38 Begegnungen brachte es Burgui auf acht Tore. Am 2. Juni 2013 debütierte er in einem Spiel gegen AD Alcorcón mit der Zweitmannschaft Real Madrid Castilla in der Segunda División. Zur Saison 2015/16 wechselte Burgui auf Leihbasis zu Espanyol Barcelona. Zur Saison 2016/17 wurde er an Sporting Gijón weiterverliehen. Im Sommer 2017 unterschrieb er dann einen Vierjahresvertrag bei Deportivo Alavés. Kam er in den ersten beiden Spielzeiten noch regelmäßig zum Einsatz, zog er sich im März 2019 einen Kreuzbandriss zu und fiel fast acht Monate aus. Nach seiner Rückkehr wurde Burgui zwecks Spielpraxis an den Zweitligisten Real Saragossa verliehen. In der Saison 2020/21 kam er nur noch zu drei Pflichtspielen für Alavés und so wurde sein auslaufendes Arbeitspapier nicht mehr verlängert. Am 18. Februar 2022 nahm ihn dann nach fast sieben Monaten Vereinslosigkeit der kroatische Erstligist HNK Šibenik unter Vertrag.